# Ski alpin aux Jeux paralympiques
Le ski alpin est inscrit au programme des Jeux paralympiques depuis la première édition en 1976 à Örnsköldsvik. Ce sport a toujours été présent lors des Jeux paralympiques. 

## Tableau des médailles
Le tableau ci-dessous présente le bilan, par nations, des médailles obtenues en ski alpin lors des Jeux paralympiques d'hiver, d'Örnsköldsvik 1976 à PyeongChang 2018. Le rang est obtenu par le décompte des médailles d'or, puis en cas d'ex æquo, des médailles d'argent, puis de bronze.
| Rang             | Nation               | Or  | Argent | Bronze | Total |
| ---------------- | -------------------- | --- | ------ | ------ | ----- |
| 1                | États-Unis           | 91  | 96     | 70     | 257   |
| 2                | Autriche             | 90  | 87     | 87     | 264   |
| 3                | Allemagne            | 56  | 39     | 36     | 131   |
| 4                | Suisse               | 45  | 39     | 24     | 108   |
| 5                | France               | 39  | 41     | 34     | 114   |
| 6                | Canada               | 26  | 37     | 46     | 109   |
| 7                | Allemagne de l'Ouest | 25  | 20     | 22     | 67    |
| 8                | Nouvelle-Zélande     | 16  | 6      | 9      | 31    |
| 9                | Slovaquie            | 15  | 18     | 18     | 51    |
| 10               | Espagne              | 15  | 14     | 10     | 39    |
| 11               | Australie            | 11  | 6      | 15     | 32    |
| 12               | Italie               | 10  | 17     | 21     | 48    |
| 13               | Suède                | 10  | 12     | 9      | 31    |
| 14               | Japon                | 8   | 14     | 19     | 41    |
| 15               | Russie               | 8   | 6      | 7      | 21    |
| 16               | Norvège              | 6   | 4      | 2      | 12    |
| 17               | Tchéquie             | 5   | 5      | 5      | 15    |
| 18               | Tchécoslovaquie      | 3   | 4      | 1      | 8     |
| 19               | Grande-Bretagne      | 2   | 8      | 12     | 22    |
| 20               | Pays-Bas             | 2   | 1      | 0      | 3     |
| 21               | Équipe mixte         | 1   | 1      | 2      | 4     |
| 22               | Croatie              | 1   | 0      | 0      | 1     |
| 23               | Danemark             | 0   | 1      | 0      | 1     |
| 23               | Corée du Sud         | 0   | 1      | 0      | 1     |
| 25               | Pologne              | 0   | 0      | 8      | 8     |
| 26               | Belgique             | 0   | 0      | 2      | 2     |
| 27               | Liechtenstein        | 0   | 0      | 1      | 1     |
| 27               | Yougoslavie          | 0   | 0      | 1      | 1     |
| Total 28 nations | Total 28 nations     | 485 | 477    | 461    | 1423  |